# Malignant Eternal
Malignant Eternal (engl. ‚ewig bösartig‘) war eine norwegische Metal-Band aus Bergen, die zunächst Black Metal spielte, später jedoch zunehmend Ambient- und Trip-Hop-Elemente in ihre Musik aufnahm.

## Geschichte
Die Band wurde 1991 von T. Reaper und Brynjulv Guddal gegründet. Nach einer Promoaufnahme im Jahr 1995 nahm die Band ihr erstes Album Tårnet in Shagraths Hot Records Studio auf, das Album wurde in der Untergrund-Black-Metal-Szene sehr positiv aufgenommen. Nach den Aufnahmen verließ Bassist Kenneth Korsvold die Band.
Das zweite, teils durch Ambient-Musik unterlegte Album Far Beneath the Sun wurde 1997, mit dem Neuzugang Tom Stien als Gitarrist, von Napalm Records veröffentlicht. Im Jahre 1998 wurde T. Reaper kurzzeitig Bassist von Gorgoroth. Im selben Jahr noch wurde eine EP mit dem Titel 20th Century Beast aufgenommen, kurz danach wurde Arve Isdal von Enslaved und Ov Hell als Gitarrist in die Band aufgenommen.
1999 wurde dann schließlich das dritte und letzte Album der Band aufgenommen. Es trägt den Titel Alarm und ist stark von Electronica-Elementen, insbesondere Trip-Hop-Rhythmen, durchsetzt. 2001 und 2003 folgte eine Tour, danach löste sich die Band auf.

## Diskografie
- 1995: Promo 95 (Demo)
- 1995: Tårnet (Album)
- 1997: Far Beneath the Sun (Album)
- 1998: 20th Century (EP)
- 1999: Alarm (Album)